# Grandville (Aube)
Grandville è un comune francese di 90 abitanti situato nel dipartimento dell'Aube nella regione del Grand Est.

## Storia

### Simboli
Il comune non ha adottato un proprio stemma.

## Società

### Evoluzione demografica
Abitanti censiti